# Wilton Sampaio
Wilton Pereira Sampaio (* 25. Dezember 1981 in Teresina de Goiás) ist ein brasilianischer Fußballschiedsrichter. Seit 2013 ist er FIFA-Schiedsrichter.

## Werdegang
Sampaio gab sein Debüt in der Série A – der höchsten brasilianischen Spielklasse – am Ende der Saison 2007, als er die Begegnung zwischen América FC und Botafogo leitete. Seitdem kam er in über 216 (Stand: Mai 2022) Erstligapartien zum Einsatz. Höhepunkte seiner nationalen Laufbahn waren die Leitung des Endspiels um den Brasilianischen Supercup 2020 sowie das Finale der Staatsmeisterschaft von Goiás 2021.
Seit 2013 steht Sampaio auf der FIFA-Liste, die ihn zur Leitung internationaler Partien berechtigt. Sein internationales Debüt gab er im August 2013 bei der Zweitrundenpartie der Copa Sudamericana zwischen Portuguesa und EC Bahia – ironischerweise bei einer Begegnung zweier brasilianischer Teams. Im Jahr 2016 leitete er das Hinspiel um die Recopa Sudamericana (vergleichbar mit dem UEFA Super Cup) zwischen Independiente Santa Fe und River Plate. 2019 wurde er auch in der Série A als bester Schiedsrichter mit dem Prêmio Craque do Brasileirão geehrt.
Im selben Jahr erhielt Sampaio seine erste Nominierung für ein internationales Nationalmannschaftsturnier, bei der Copa América Centenario 2016 leitete er eine Partie der Gruppenphase. Auch 2019 und 2021 gehörte er zum Schiedsrichterkader bei der Copa América, in beiden Jahren pfiff er jeweils ein Spiel der Gruppenphase und ein Viertelfinale. Bei der FIFA-Klub-Weltmeisterschaft 2018 repräsentierte er die Schiedsrichter des südamerikanischen Fußballverbandes und kam zu einem Einsatz im Halbfinale.
Bei der Fußball-Weltmeisterschaft 2018 in Russland fungierte Sampaio bei insgesamt acht Begegnungen als Video-Assistent.
Ende 2021 wurde er von der FIFA für den FIFA-Arabien-Pokal – das offizielle Vorbereitungsturnier der WM 2022 in Katar – berufen. Dort wurde er für drei Partien angesetzt, darunter ein Viertelfinale. Auf Grundlage dieser Leistungen wurde er seitens des Weltverbandes erneut für das WM-Endturnier nominiert, diesmal als einer von 36 Hauptschiedsrichtern. Als Assistenten waren ihm dabei Bruno Boschilia und Bruno Pires zugeteilt. Das Gespann kam zu insgesamt vier Spielleitungen (zwei Gruppenspiele sowie jeweils ein Achtel- und Viertelfinale), und damit zu den meisten aller nominierten Schiedsrichterteams.
Er wurde für die Copa América 2024 in den USA nominiert.

## Besondere Einsätze

### Beim FIFA-Arabien-Pokal 2021 in Katar
| Phase         | Datum         | Spielort  | Heimmannschaft | Gastmannschaft | Ergebnis                        |
| ------------- | ------------- | --------- | -------------- | -------------- | ------------------------------- |
| Gruppenphase  | 3. Dez. 2021  | ar-Rayyan | Oman           | Katar          | 1:2 (0:1)                       |
| Gruppenphase  | 6. Dez. 2021  | al-Wakra  | Syrien         | Mauretanien    | 1:2 (0:0)                       |
| Viertelfinale | 11. Dez. 2021 | Doha      | Marokko        | Algerien       | 2:2 n. V. (1:1, 0:0), 3:5 i. E. |

### Bei der Fußball-Weltmeisterschaft 2022 in Katar
| Phase         | Datum         | Spielort  | Heimmannschaft | Gastmannschaft | Ergebnis  |
| ------------- | ------------- | --------- | -------------- | -------------- | --------- |
| Gruppenphase  | 21. Nov. 2022 | Doha      | Senegal        | Niederlande    | 0:2 (0:0) |
| Gruppenphase  | 26. Nov. 2022 | ar-Rayyan | Polen          | Saudi-Arabien  | 2:0 (0:0) |
| Achtelfinale  | 3. Dez. 2022  | ar-Rayyan | Niederlande    | USA            | 3:1 (2:0) |
| Viertelfinale | 10. Dez. 2022 | al-Chaur  | England        | Frankreich     | 1:2 (0:1) |